# Tutong (Labuhan Haji Barat)
Tutong is een bestuurslaag in het regentschap Aceh Selatan van de provincie Atjeh, Indonesië. Tutong telt 1423 inwoners (volkstelling 2010).